# Лійна Суурварік
Лійна Суурварік (нар. 16 жовтня 1980) — колишня естонська тенісистка.
Найвищу одиночну позицію світового рейтингу — 576 місце досягла 4 жовтня 1999, парну — 351 місце — 4 жовтня 1999 року.

## Фінали ITF
| Турніри $10,000 |

### Парний розряд: 2 (0–2)
| Результат | Ранг | Дата           | Турнір                    | Покриття | Партнерка        | Суперниці                   | Рахунок     |
| --------- | ---- | -------------- | ------------------------- | -------- | ---------------- | --------------------------- | ----------- |
| Поразка   | 1.   | 2 серпня 1998  | Горб-ам-Неккар, Німеччина | Тверде   | Людмила Нікоян   | Естер Брунн Камілла Кремер  | 1–6, 6–7(2) |
| Поразка   | 2.   | 18 жовтня 1998 | Нікосія, Кіпр             | Ґрунт    | Галина Місюрьова | Ева Бірнерова Annette Zweck | 3–6, 4–6    |